# D. R. Kaprekar
D. R. Kaprekar (marathi: दत्तात्रेय रामचंद्र कापरेकर)  (Dahanu, 17 de gener de 1905 - Deolali, 1986) va ser un matemàtic indi, de nom complet Dattatreya Ramachandra Kaprekar.
Nascut en una família humil, el seu pare era un amant de l'astrologia i li va transmetre al seu fill la passió pel càlcul numèric. Va fer els estudis secundaris a la ciutat de Thana i després va estudiar al Fergusson College a Poona. El 1929 es va graduar en matemàtiques a la universitat de Mumbai. A partir d'aquesta data, i fins que es va retirar el 1962, va ser professor de matemàtiques a una escola de Deolali, a prop de la ciutat de Nasik (al centre de l'estat de Maharashtra a l'Índia). Durant tota la seva vida es va dedicar a resoldre problemes amb els números, però la comunitat científica considerava els seus treballs trivials i sense importància; per això li costava molt publicar en revistes científiques i publicava sobre tot a revistes de matemàtica recreativa. El 1975, el conegut divulgador Martin Gardner, va fer palés que potser els problemes de Kaprekar no eren tan trivials com aparentaven.
Efectivament, a partir de llavors, s'ha estès, dins de la teoria de nombres, l'estudi dels nombres de Kaprekar, de la rutina i la constant de Kaprekar i de les distàncies de Kaprekar. Temes, tots ells, que tenen una profunditat més gran de la que aparenten.